# 5749 (année hébraïque)
5749 (hébreu : ה'תשמ"ט , abbr. : תשמ"ט) est une année hébraïque qui a commencé à la veille au soir du 12 septembre 1988 et s'est finie le 29 septembre 1989. Cette année a compté 383 jours. Ce fut une année embolismique dans le cycle métonique, avec deux mois de Adar - Adar I et Adar II. Ce fut la seconde année depuis la dernière année de chemitta.
En l'an 5749, l'État d'Israël a fêté ses 41 ans d'indépendance.

## Calendrier
Ce calendrier hébraïque de l'année 5749 donne les correspondances avec les dates du calendrier grégorien.
Le premier nombre dans chaque case correspond au jour du mois hébraïque. Les jours en couleurs sont des jours remarquables juifs ou israéliens.
| ◄◄ | 5749 | ►► |

## Naissances
- Daniel Radcliffe
- Ben Sahar

## Décès
- Hirohito
- Abbie Hoffman

5744 - 5745 - 5746 - 5747 - 5748 - 5749 - 5750 - 5751 - 5752 - 5753 - 5754